# Nørholm
Nørholm is een plaats in de Deense regio Noord-Jutland, gemeente Aalborg. De plaats telt 264 inwoners (2019) en valt onder de parochie Nørholm.
De parochiekerk van Nørholm is rond 1200 gebouwd.
In 1915 werd het plan opgevat voor de aanleg van een spoorlijn van Aalborg naar Nørager, waarbij Nørholm een halte zou krijgen. De lijn is echter nooit aangelegd.
Aan de noordzijde van het dorp bevindt zich het natuurgebied Nørholm Enge.